# Duque de Bourbon
Esta é uma lista dos senhores de Bourbon que, a partir de 1327, se tornaram  duques de Bourbon (ramo cadete dos Capetos-diretos).
O título hereditário de duque de Bourbon extinguiu-se em 1830.

## Enquadramento
Duque de Bourbon era um título nobiliárquico existente no Pariato de França. O título tirou o seu nome da cidade de Bourbon-l'Archambault.
Inicialmente um senhorio, governado por uma dinastia local (Bourbon-Arquibaldo) este apanágio acabou sendo transmitido por casamento aos Capetos – Roberto de Clermont, o filho mais novo do rei Luís IX, casa com a herdeira do Senhor de Bourbon, dando origem à Casa de Bourbon, a casa Capetiniana de Bourbon.
Em 1327 o rei Carlos IV de França eleva o senhorio a ducado e Luís I de Bourbon, torna-se o primeiro duque.
O título vem a extinguir-se com Luís VI, Príncipe de Condé, que morre em 1830.
A partir de 1950, o título de Duque de Bourbon foi irregularmente recuperado, como título de cortesia, pelo ramo espanhol dos Bourbons, indicando a sua posição de ramo senior da Casa.

## Senhores de Bourbon

### Primeira Casa de Bourbon (Bourbon-Arcambaldo)
| Retrato | Nome                                                                                            | Reinado         | Notas | Brasão de Armas |
| ------- | ----------------------------------------------------------------------------------------------- | --------------- | --- | --------------- |
|         | Aimar (894, ? – 953, ?) morre com 59 anos                                                       | 915 – 953       | Viveu sob o reinado de Carlos, o Simples que lhe doou, em 915, alguns feudos nas margens do rio Allier na região que viria a ser o Bourbonês. |                 |
|         | Aimão I (v.920, ? – v.959, ?) morre com ca. de 39 anos                                          | 953 – 959       | Filho de Aimar de Bourbon e de Ermengarde, citado em 950, 953 et 954.                                                                         |                 |
|         | Arcambaldo I, o Franco (v.940, ? – 990, ?) morre com ca. de 60 anos                             | 959 – 990       | Filho de Aimão I, casa com Rotilde de Brosse, filha de Raul de Brosse.                                                                        |                 |
|         | Arcambaldo II, o Verde ou o Velho (v.970, ? – 1034, ?) morre com ca. de 64 anos                 | 990 – 1031 1034 | Filho de Arcambaldo I e de Rotilde de Brosse.                                                                                                 |                 |
|         | Arcambaldo III, de Montet, o Branco ou o Jovem (v.1000, ? – v.1078, ?) morre com ca. de 78 anos | 1034 – v.1078   | Filho de Arcambaldo II. |                 |
|         | Arcambaldo IV o Forte (v.1030, ? – 1095, ?) morre com ca. de 65 anos                            | v.1078 – 1095   | Filho de Arcambaldo III. |                 |
|         | Arcambaldo V, o Pio (v.1050, ? – 1096, ?) morre com ca. de 46 anos                              | 1095 – 1096     | Filho de Arcambaldo IV. |                 |
|         | Arcambaldo VI, o Pupilo (v.1090, ? – 1116, ?) morre com ca. de 26 anos                          | 1096 – 1116     | Filho de Arcambaldo V. |                 |
|         | Aimão II, Vaire Vache (1055, ? – 1120, ?) morre com 65 anos                                     | 1116 – 1120     | Filho de Arcambaldo IV, irmão de Arcambaldo V e tio de Arcambaldo VI.                                                                         |                 |
|         | Arcambaldo VII (v.1100, ? – 1171, ?) morre com ca. de 71 anos                                   | 1120 – 1171     | Filho de Aimão II e de Adelina de Nevers. |                 |
|         | Matilde I (v.1165, ? – 20 de junho de 1218, ?) morre com ca. de 53 anos                         | 1171 – 1218     | Neta de Arcambaldo VII. Casa com Gaucher IV de Mâcon e, depois, com Guido II de Dampierre                                                     |                 |

### Segunda Casa de Bourbon (Bourbon-Dampierre)
| Retrato | Nome                                                                               | Reinado     | Notas | Brasão de Armas |
| ------- | ---------------------------------------------------------------------------------- | ----------- | --- | --------------- |
|         | Arcambaldo VIII, o Grande (v.1187, ? – av.1242, ?) morre aos 45 anos               | 1218 – 1242 | Filho de Matilde I e de Guido II de Dampierre. Recebe igualmente do rei Filipe Augusto a guarda da Auvérnia, nova província integrada no domínio real após ter sido confiscada ao conde Guy II de Auvérnia em 1213, compreendendo nomeadamente o castelo de Tournoël. É condestável de França. |                 |
|         | Arcambaldo IX, o Jovem (1205, ? – 29 de janeiro de 1249, Chipre) morre aos 44 anos | 1242 – 1249 | Acompanhou o rei Luís IX na sua primeira viagem ao ultramar, morre em Chipre em 22 de janeiro de 1249, aos 44 anos. |                 |
|         | Matilde II (1234, ? – 1262, ?) morre aos 28 anos                                   | 1249 – 1262 | Filha de Arcambaldo IX e esposa de Eudo de Borgonha. |                 |
|         | Inês (1237, ? – 1287, ?) morre aos 50 anos                                         | 1262 – 1287 | Filha de Arcambaldo IX e esposa de João de Borgonha. |                 |
|         | Beatriz (1257, ? – 1 de outubro de 1310, Château-Murat) morre aos 53 anos          | 1287 – 1310 | Filha de Inês de Bourbon e de João de Borgonha Csou com Roberto de França, conde de Clermont |                 |

## Duques de Bourbon

### Terceira Casa de Bourbon (Capetos-Bourbon)
| Retrato | Nome                                                                                          | Reinado     | Notas | Brasão de Armas |
| ------- | --------------------------------------------------------------------------------------------- | ----------- | --- | --------------- |
|         | Luís I, o Grande ou o Coxo (1279, ? – 1342, ?) morre com 63 anos                              | 1310 – 1342 | Sire de Bourbon (1310) depois 1.º duque de Bourbon (1327), conde de Clermont (1317-1322), conde de la Marche (1322-1342). Filho de Beatriz de Borgonha, senhora de Bourbon (1257-1310) e de Roberto de Clermont |                 |
|         | Pedro I (1311, ? – 26 de setembro de 1356, Poitiers) morre aos 45 anos                        | 1342 – 1356 | Trava o seu primeiro combate em 1341 sob as ordens do duque da Normandia, o futuro rei João II de França, tendo combatido na Bretanha, na altura em plena guerra. 2.º duque de Bourbon. |                 |
|         | Luís II, o Bom 4 de fevereiro de 1337, ? – 10 de agosto de 1410, Montluçon) morre aos 73 anos | 1356 – 1410 | 3.º duque de Bourbon e de Auvérnia, Barão de Combrailles em 1400 e Conde de Forez por casamento. Grande capitão do seu tempo, este príncipe forte e sábio serviu fielmente a monarquia francesa durante mais de meio-século. |                 |
|         | João I (1381, ? – 1434, Londres) more aos 53 anos                                             | 1410 – 1434 | Conde de Clermont (Beauvaisis) (1404), 4.º duque de Bourbon e de Auvérnia (1410-1434), conde de Forez (1417), duque de Auvérnia (João II, 1416-1434) e conde de Montpensier (1416-1434) por casamento Filho do duque Luís II e da condessa de Forez Ana Delfina de Auvérnia (1358-1417). |                 |
|         | Carlos I (1401, ? – 4 de dezembro de 1456, Moulin) morre aos 55 anos                          | 1434 – 1456 | Carlos I de Bourbon é o filho de João I, 5.º duque de Bourbon e de Auvérnia, conde de Forez etc., e de Maria de Berry, duquesa de Auvérnia e condessa de Montpensier. Inicialmente conde de Clermont-en-Beauvaisis, ele geriu os domínios paternos após este ter ficado prisioneiro na Batalha de Azincourt. |                 |
|         | João II, o Bom (1426, ? – 1488, Moulin) morre aos 62 anos                                     | 1456 – 1488 | 6.º duque de Bourbon (João II) (1456-1488), duque de Auvérnia (João III) (1456-1488), conde de Clermont-en-Beauvaisis e de Forez, grande camareiro de Luís XI, condestável de França de Carlos VIII (1483-1488) Filho do duque Carlos I e de Inês de Borgonha (1407-1476). |                 |
|         | Carlos II (1433, Moulins – 13 de setembro de 1488, Lião) morre aos 55 anos                    | 1488        | Arcebispo de Lião (1444-1488), Cardeal (1476-1488), 6.º duque de Bourbon e de Auvérnia (1488) (renuncia voluntariamente ao título ducal não sendo contado entre os duques de Bourbon) Filho do duque Carlos I e de Inês de Borgonha (1407-1476), irmão do duque João II. |                 |
|         | Pedro II (1 de dezembro de 1438, ? – 10 de outubro de 1503, Moulins) morre aos 64 anos        | 1488 - 1503 | Alias Pedro de Beaujeu Senhor de Beaujeu, 7.º duque de Bourbon e de Auvérnia (1488-1503), regente de França (1483-1491), príncipe de Dombes, conde de La Marche Filho do duque Carlos I e de Inês de Borgonha (1407-1476), irmão dos duques João II de Bourbon e de Carlos II de Bourbon. |                 |
|         | Suzana (1491, ? – 1521, Châtellerault) morre aos 30 anos                                      | 1503 - 1521 | Duquesa de Bourbon (1503-1521), condessa de Clermont-en Beauvaisis, condessa de La Marche, de Forez, de Gien, senhora de Beaujeu, princesa de Dombes Filha do duque Pedro II de Bourbon e esposa de Carlos III de Bourbon, que segue e com quem governa o ducado. |                 |
|         | Carlos III 17 de fevereiro de 1490, Montpensier – 6 de maio de 1527, Roma) morre com 37 anos  | 1521 - 1523 | Alias o Condestável de Bourbon Conde de Montpensier (1501-1527), delfim da Auvérnia (1501-1527), 8.º duque de Bourbon e da Auvérnia (1505-1523), conde de Clermont-en Beauvaisis, conde de la Marche, de Forez e de Gien, senhor de Beaujeu por casamento, duque de Châtellerault (1515), príncipe de Dombes, conde de Clermont (na Auvérnia) (1498-1517) Marido da duquesa Suzana de Bourbon e bisneto agnático de João I de Bourbon. |                 |

### Casa de Saboia
| Em 1521, a sucessão de Suzana de Bourbon, morta sem descendências, foi contestada por Luísa de Saboia, duquesa de Angolema, mãe do rei Francisco I de França, enquanto mais próxima herdeira da defunta. Esta espoliação faz o condestável de Bourbon a procurar a proteção do seu suserano para o principado de Dombes, o imperador Carlos V, rival de Francisco I. |                                                                                              |             | |  |
| | Luísa 11 de setembro de 1476, castelo de Pont-d'Ain – 22 de setembro de 1531, Grez-sur-Loing | 1522 - 1531 | Mãe do rei Francisco I. O rei doa-lhe os ducados de Bourbon e de Auvergne, os condados de Clermont, de Forez e de La Marche, bem como o senhorio de Beaujeu le a 7 de outubro de 1522. Ao morrer, o ducado regressa ao rei por herança. |  |

### Casa de Valois-Angolema
| Após a morte de Luísa de Saboia, o ducado foi reunido ao domínio real. Na sequência das Tréguas de Crépy-en-Laonnois, o ducado é doado em apanágio ao último filho de Francisco I, Carlos de Angoulême, prevendo o seu casamento com uma filha ou sobrinha do imperador que receberia Milão em dote. | |             | |  |
| | Carlos IV (22 de janeiro de 1522, Saint-Germain-en-Laye – 9 de setembro de 1545, Abbeville) morre com 23 anos | 1544 - 1545 | Filho do rei Francisco I e da duquesa da Bretanha Cláudia de França, neto de Luísa de Saboia. Duque de Angoulême, depois duque de Orleães, recebe em 1544 o ducado como apanágio, mas o príncipe morre pouco depois. Pela sua morte, o ducado regressa à Coroa. |  |
| | Henrique I (19 de setembro de 1551, Fontainebleau – 1 de Agosto de 1589, Saint-Cloud) morre com 37 anos       | 1566 - 1574 | Em 1566, pela segunda e última vez, o ducado de Bourbon constitui parte dum apanágio, juntamente com os ducados de Angoulême, Orleães e Anjou, atribuídos ao futuro Henrique III de França. Ao ascender ao trono, em 1574, o ducado regressa à Coroa.           |  |

### Casa de Bourbon-Condé
| Retrato     | Nome | Reinado     | Notas | Brasão de Armas |
| ----------- | --- | ----------- | --- | --------------- |
| Grand Condé | Luís III o Grande Condé (8 de setembro de 1621, Paris – 11 de dezembro de 1686, Fontainebleau) morre com 65 anos | 1661 – 1667 | O ducado de Bourbon foi outorgado em 1661 a Luís II, o Grande Condé. O seu neto, Luís IV Henrique de Bourbon-Condé (1692-1740), primeiro ministro de 1723 à 1726, e depois o neto deste, Luís VI Henrique de Bourbon-Condé (1756-1830), usaram o título juntamente com o de Príncipe de Condé. O título de duque de Bourbon era, na verdade, o título do herdeiro do Príncipe de Condé. |                 |
|             | Henrique II (5 de novembro de 1667, Paris – 5 de julho de 1670, Paris) morre com 2 anos                          | 1667 – 1670 | neto do precedente. Era filho de Henrique Júlio de Bourbon-Condé (1643-1709), primeiro príncipe de sangue, príncipe de Condé (1686-1709), titular do título de duque de Bourbon (1686-1709) e filho do Grande Condé. |                 |
|             | Luís IV (18 de outubro de 1668, Paris – 4 de maio de 1710, Versailles) morre com 41 anos                         | 1670 – 1709 | Príncipe de sangue, duque de Bourbon, duque de Montmorency (1668-1689) e depois duque de Enghien (1689-1709), 6º Príncipe de Condé (1709-1710), conde de Sancerre e de Charolais. Uma vez que ele foi Príncipe de Condé apenas por alguns meses, ficou conhecido sob o seu título de duque de Bourbon, que usou quase toda a sua vida. Na corte era chamado « monsieur le Duc », tenho perdido o tratamento de « monsieur le Prince » em proveito do primeiro Príncipe de Sangue, o duque de Chartres. |                 |
|             | Luís V (18 de Agosto de 1692, Versalhes – 27 de janeiro de 1740, Chantilly) more com 47 anos                     | 1709 – 1736 | Príncipe de sangue, 7º Príncipe de Condé (1710), Grão mestre de França, duque de Bourbon, duque de Enghien e duque de Guise, Par de França, duque de Bellegarde e conde de Sancerre. Filho do precedente. |                 |
|             | Luís VI (9 de Agosto de 1736, Paris – 13 de maio de 1818, Chantilly) morre com 81 anos                           | 1736 – 1772 | Príncipe de sangue, Grão mestre de França, duque de Bourbon, duque de Enghien e, depois, 8º Príncipe de Condé (1740), conde de Sancerre, conde de Charolais e Gien. Filho do precedente. Emigrou em 1789, pouco depois ao 14 de julho. |                 |
|             | Luís VII (13 de abril de 1756, Paris – 27 de Agosto de 1830, Saint-Leu) morre com 74 anos                        | 1772 – 1830 | Foi 9º duque de Enghien (1772-1818), e duque de Bourbon (1772-1818) e, por fim, pela morte de seu pai em 1818, 9º (e último) Príncipe de Condé. Tendo perdido o seu filho Luís António, Duque de Enghien em 1804, o título de duque de Bourbon extingue-se com a sua morte. Lega a sua fortuna, e os seus castelos Chantilly e de Bourbon ao jovem Henrique de Orleães, duque de Aumale. |                 |

### Casa de Bourbon (Espanha)(título de cortesia)
O ramo espanhol dos Bourbon apropriou-se irregularmente do título de « duque de Bourbon » a partir de 1950, pelo facto de ser o ramo senior da Casa de Bourbon e de todos os Capetos.
| Retrato | Nome | Reinado     | Notas | Brasão de Armas |
| ------- | --- | ----------- | --- | --------------- |
|         | Afonso de Bourbon Duque de Bourbon Duque de Bourgonha Duque de Cádis Duque de Anjou (Roma, 20 de abril de 1936, – Beaver Creek, 30 de janeiro de 1989) morre com 52 anos | 1950 – 1975 | Conhecido em França pelo título de cortesia de duque de Anjou, era considerado pelos partidários legitimistas da restauração monárquica como o pretendente ao trono (Afonso I), na qualidade de herdeiro dos reis de França. De fato, era o mais velho dos descendentes em linha primogénita masculina de Hugo Capeto. |                 |
|         | Francisco de Bourbon Duque de Bourbon Duque da Bretanha (Madrid, 22 de novembro de 1972 – Pamplona, 7 de fevereiro de 1984) morre com 11 anos                            | 1975 – 1984 | Morto após um acidente de automóvel. O pai atribui-lhe o título de duque de Bourbon em 3 de agosto de 1975; na altura era duque da Bretanha desde 1973. |                 |
|         | Luís de Bourbon Duque de Bourbon Duque de Touraine Duque de Anjou (25 de abril de 1974, Madrid – … )                                                                     | 1984 – 1989 | O pai atribui-lhe o título de duque de Bourbon em 27 de setembro de 1984 após a morte do seu irmão mais velho; na altura Luís era duque de Touraine desde 1981. Torna-se duque de Anjou pela morte de seu pai em 1989.                                                                                                 |                 |